# كلارنس ديلون
كلارنس ديلون (بالإنجليزية: Clarence Dillon)‏ هو خبير مالي أمريكي، ولد في 27 سبتمبر 1882 في سان أنطونيو في الولايات المتحدة، وتوفي في 14 أبريل 1979 في سان فرانسيسكو في الولايات المتحدة.